# 朝鮮八道
朝鮮八道（ちょうせんはちどう）は、李氏朝鮮（朝鮮王朝）が朝鮮半島に置いた8つの道（行政区画）。
400年以上にわたって同一の区分が用いられたため、「八道」は転じて「朝鮮全土」のことも指した。鶏林八道（けいりんはちどう）と呼ぶ事もある。8つに区分された道は、現在も地域的なまとまりとして捉えられている（朝鮮の地方）。
また、現在の韓国と北朝鮮の行政区画の基礎にもなっている。

## 概要（八道四都）
朝鮮八道とは、以下の8つの道である。「首都近郊」を意味する京畿道を除く7つの道の名は、主要な2つの都市の名を並べたものである。かつて鶏林八道と称されるともに、各道について別称の表記もみえる。
| 八道                     | 語源               | 別称 | 行政区分                          |
| ------------------------ | ------------------ | ---- | --------------------------------- |
| 京畿道（キョンギド）     | 首都近郊を意味する | 畿甸 | 州6、府9、郡8、縣15、驛6、堡9     |
| 忠清道（チュンチョンド） | 忠州+清州          | 湖西 | 州4、府1、郡11、縣38、驛5、堡6    |
| 慶尚道（キョンサンド）   | 慶州+尚州          | 嶺南 | 州4、府11、郡42、縣13、驛11、堡31 |
| 全羅道（チョルラド）     | 全州+羅州          | 湖南 | 州5、府5、郡11、縣35、驛5、堡18   |
| 江原道（カンウォンド）   | 江陵+原州          | 関東 | 州1、府6、郡7、縣12               |
| 平安道（ピョンアンド）   | 平壌+安州          | 関西 | 州4、府10、郡14、縣13、驛2、堡54  |
| 黄海道（ファンヘド）     | 黄州+海州          | 海西 | 州2、府5、郡8、縣8、驛3、堡7      |
| 咸鏡道（ハムギョンド）   | 咸興+鏡城          | 関北 | 州1、府15、郡4、縣2、驛3、堡41    |

朝鮮王朝によって、道には外官職（地方役人）が置かれた。長官は観察使（監司、巡察使とも。従二品）と呼ばれ、次官である都事の補佐を受け、軍司令官である兵使・水使の協力を得て地方統治を行った。
また八道のうち、首都の漢城（漢陽・ソウル）、及び開城・江華・水原・広州の各地（四都）は中央行政の直轄地であった。いずれも地理的には京畿道に属するが、この地の役人は「留守職」といい、京官職（中央役人）が置かれた。

## 沿革
朝鮮王朝の地方行政区分は、高麗時代の地方行政の枠組を改変して編成されている。高麗建国当初は古代日本の国造制に近い制度であったが、中期に地方行政制度が整備され中国・唐の制度に起源を持つ「道」を行政区画に用いるようになった（五道両界制）。全羅道・慶尚道はこのときに生まれた名称と地域を引き継いでいる。高麗末期には区画改変が行われた結果、京畿道の名称が生まれた。
朝鮮王朝の初期に満州との境の辺境地域（現在の中朝国境）の攻略が進められると、西北面に平安道（1413年）、東北面に永吉道（1414年）が設置された。永吉道は、咸吉道・咸鏡道・永安道などの改名を経て、1497年以降咸鏡道の名が定着した。
高宗32年（1895年）、甲午改革の一環として地方行政制度の改編が行われ、勅令第98号によって八道は廃止され、日本の府県制度をモデルに23の府（長官：観察使）が置かれた（二十三府制）。しかし、翌高宗33年（1896年）8月4日の勅令第36号により、二十三府は廃止されて道が復活した。このとき、京畿道・黄海道・江原道を除く5道が南北に分割され、十三道となった（十三道制）。
1910年に日本による韓国併合が行われるが、日本統治時代でも朝鮮全域を13の道に分割する区画はそのまま受け継がれた。
第二次世界大戦後、朝鮮半島に南北2つの政権ができると、道の分割や、特別市・広域市などの分離などが行われている。

### 朝鮮の地方行政区画の変遷
八道と十三道、ならびに現在の行政区画の対比表は、おおむね以下の通りである。
| 李氏朝鮮（朝鮮王朝） | 大韓帝国 - 日本統治期 | 現在                                                                  |
| 八道                 | 十三道                | 現在                                                                  |
| -------------------- | --------------------- | --------------------------------------------------------------------- |
| 京畿道               | 京畿道                | ソウル特別市 仁川広域市 京畿道 開城特別市 黄海北道の一部 江原道の一部 |
| 忠清道               | 忠清北道              | 忠清北道 世宗特別自治市の一部                                         |
| 忠清道               | 忠清南道              | 大田広域市 世宗特別自治市の一部 忠清南道                              |
| 慶尚道               | 慶尚北道              | 大邱広域市 慶尚北道（蔚珍郡を除く）                                   |
| 慶尚道               | 慶尚南道              | 釜山広域市 蔚山広域市 慶尚南道                                        |
| 全羅道               | 全羅北道              | 全北特別自治道                                                        |
| 全羅道               | 全羅南道              | 光州広域市 全羅南道 済州特別自治道                                    |
| 黄海道               | 黄海道                | 黄海北道 黄海南道 仁川広域市甕津郡の一部                              |
| 平安道               | 平安北道              | 平安北道 慈江道 両江道の一部                                          |
| 平安道               | 平安南道              | 平壌直轄市 南浦特別市 平安南道                                        |
| 江原道               | 江原道                | 江原特別自治道 慶尚北道蔚珍郡 江原道（元山市周辺を除く）              |
| 咸鏡道               | 咸鏡北道              | 羅先特別市 咸鏡北道 両江道の一部                                      |
| 咸鏡道               | 咸鏡南道              | 咸鏡南道 江原道元山市周辺 両江道の一部                                |